# Мирный (Ейский район)
Мирный — посёлок в Ейском районе Краснодарского края.
Входит в состав Моревского сельского поселения.

## География

### Улицы
| - ул. Зверева, - ул. Зеленая, - ул. Комарова, - ул. Ленина, - ул. Пионерская, - ул. Победы, | - ул. Полевая, - ул. Советов, - ул. Советская, - ул. Центральная, - ул. Школьная. |

## Население
| 2002 | 2010 |
| ---- | ---- |
| 694  | ↘674 |